# احمد عبدالرؤوف
احمد عبدالرؤوف (عربی: أحمد عبد الرؤوف؛ زادهٔ ۱۲ آوریل ۱۹۸۶) یک ورزشکار اهل مصر است.
از باشگاه‌هایی که در آن بازی کرده‌است می‌توان به باشگاه ورزشی زمالک و تیم ملی فوتبال مصر اشاره کرد.
وی همچنین در تیم ملی فوتبال مصر بازی کرده است.